# Calamaria albiventer
Espèce
Synonymes
- Changulia albiventer Gray, 1835
- Calamaria indragirica Schenkel, 1901
- Calamaria ornata Werner, 1909

Statut de conservation UICN

 LC  : Préoccupation mineure
Calamaria albiventer  est une espèce de serpents de la famille des Colubridae.

## Répartition
Cette espèce se rencontre en Malaisie péninsulaire, à Singapour et à Sumatra en Indonésie.

## Publication originale
- Gray, 1835 : Illustrations of Indian Zoology, chiefly selected from the collection of Major-General Hardwicke. vol. 2, p. 1-263 (texte intégral).